# بخش ادوپی
بخش ادوپی (به انگلیسی: Udupi district) یک بخش در هند است که در کارناتاکا واقع شده‌است. بخش ادوپی ۳٬۸۸۰ کیلومتر مربع مساحت و ۱۱٬۷۷٬۳۶۱ نفر جمعیت دارد.